# Sagrada Familia de Nazaret en Centocelle (título cardenalicio)
El título de «Sagrada Familia de Nazaret en Centocelle» es el nombre de una iglesia titular en Roma que fue asignada al cardenal ecuatoriano Luis Gerardo Cabrera Herrera, OFM, cuando fue creado cardenal por el Papa Francisco el 7 de diciembre de 2024. Este título lo vincula simbólicamente a una parroquia romana, como es tradición en la Iglesia Católica para los cardenales. 
Está ubicada en el barrio de Centocelle, en Roma, y fue erigida como parroquia el 8 de junio de 1962. El Papa Francisco la elevó a título cardenalicio el mismo día del consistorio en que el arzobispo Cabrera fue creado cardenal, convirtiéndose así en su primer titular. 
Luis Cabrera Herrera es actualmente arzobispo de Guayaquil y presidente de la Conferencia Episcopal Ecuatoriana. Con su nombramiento, se convirtió en el sexto cardenal en la historia del Ecuador y el primero originario de Guayaquil.
Este título no implica una función pastoral directa en la parroquia de Centocelle, sino que representa un vínculo honorífico y espiritual con la Iglesia de Roma, subrayando la dimensión universal del ministerio cardenalicio.